# Carte stratégique

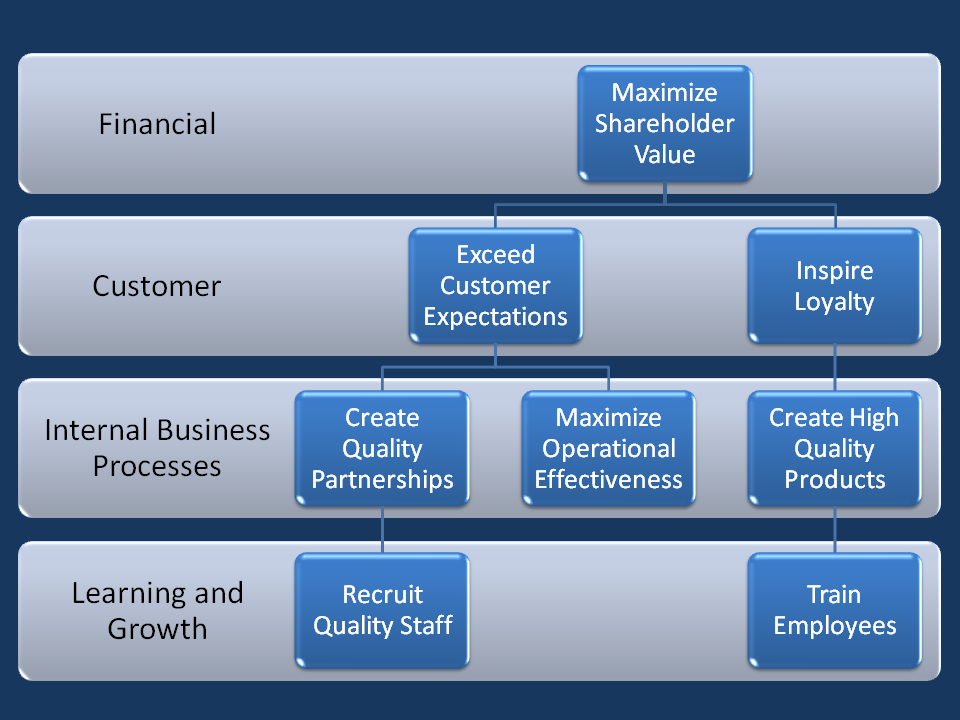
Carte stratégique représentant quatre lignes de "perspectives" avec pour chacune des "objectifs" dans des cadres.

La carte stratégique est la synthèse graphique qui définit les relations de cause à effet entre les éléments constituant la stratégie d'une entreprise ou de toute forme d'organisation (publique ou à but non lucratif par exemple) :
- Actionnaires (Axe financier)
- Client (Axe client)
- Processus (Axe interne)
- Compétences (Axe apprentissage et développement).

À l'instar des bilan et compte de résultat pour les éléments financiers.
Elle permet d'initier l'alignement stratégique.